# Старший чиф-петти-офицер

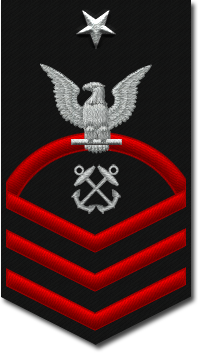
Нашивка старшего чиф-петти-офицера ВМС США

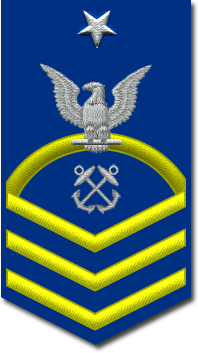
Нашивка старшего чиф-петти-офицера Береговой охраны США

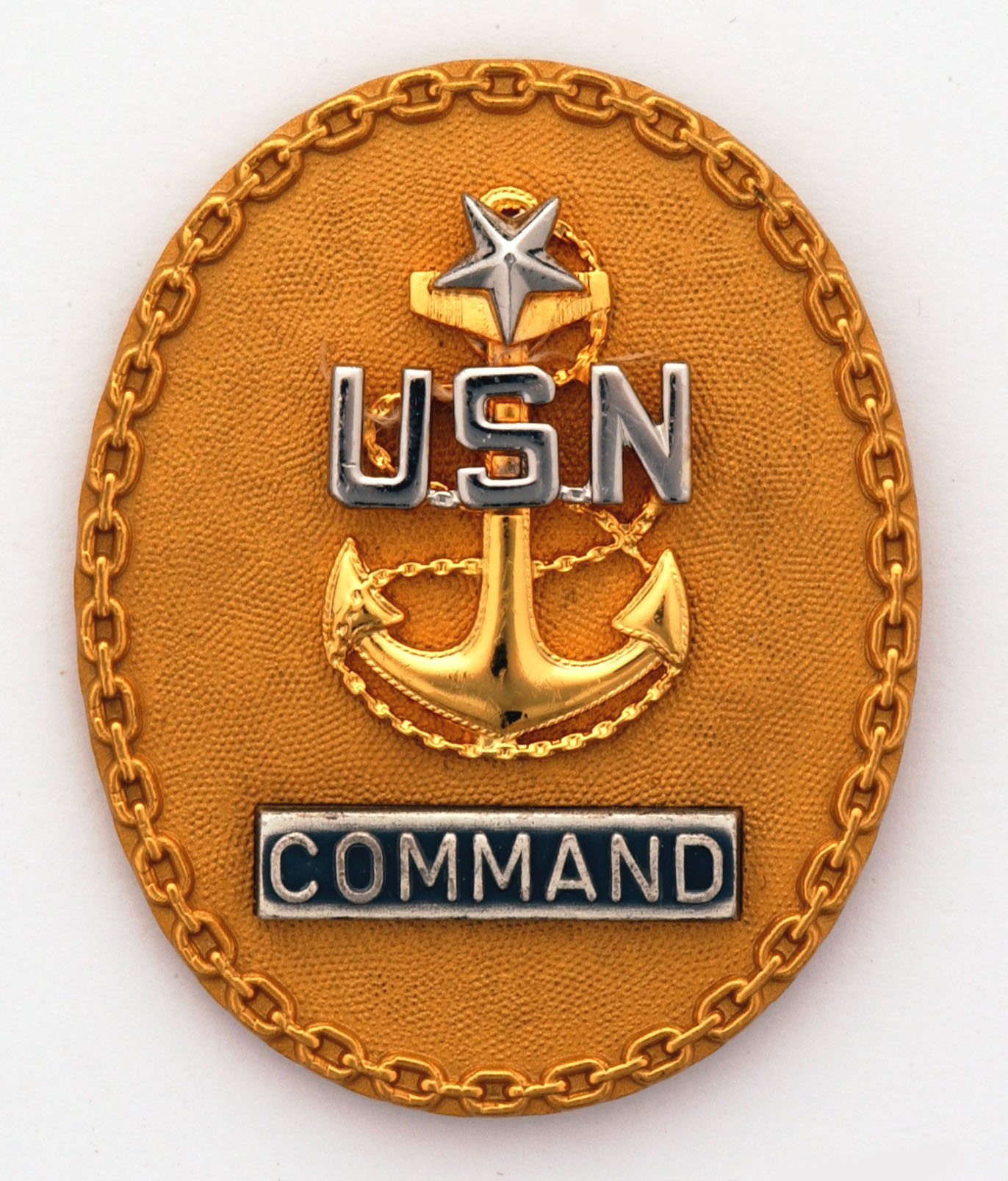
Командный знак главного старшего чиф-петти-офицера ВМС США

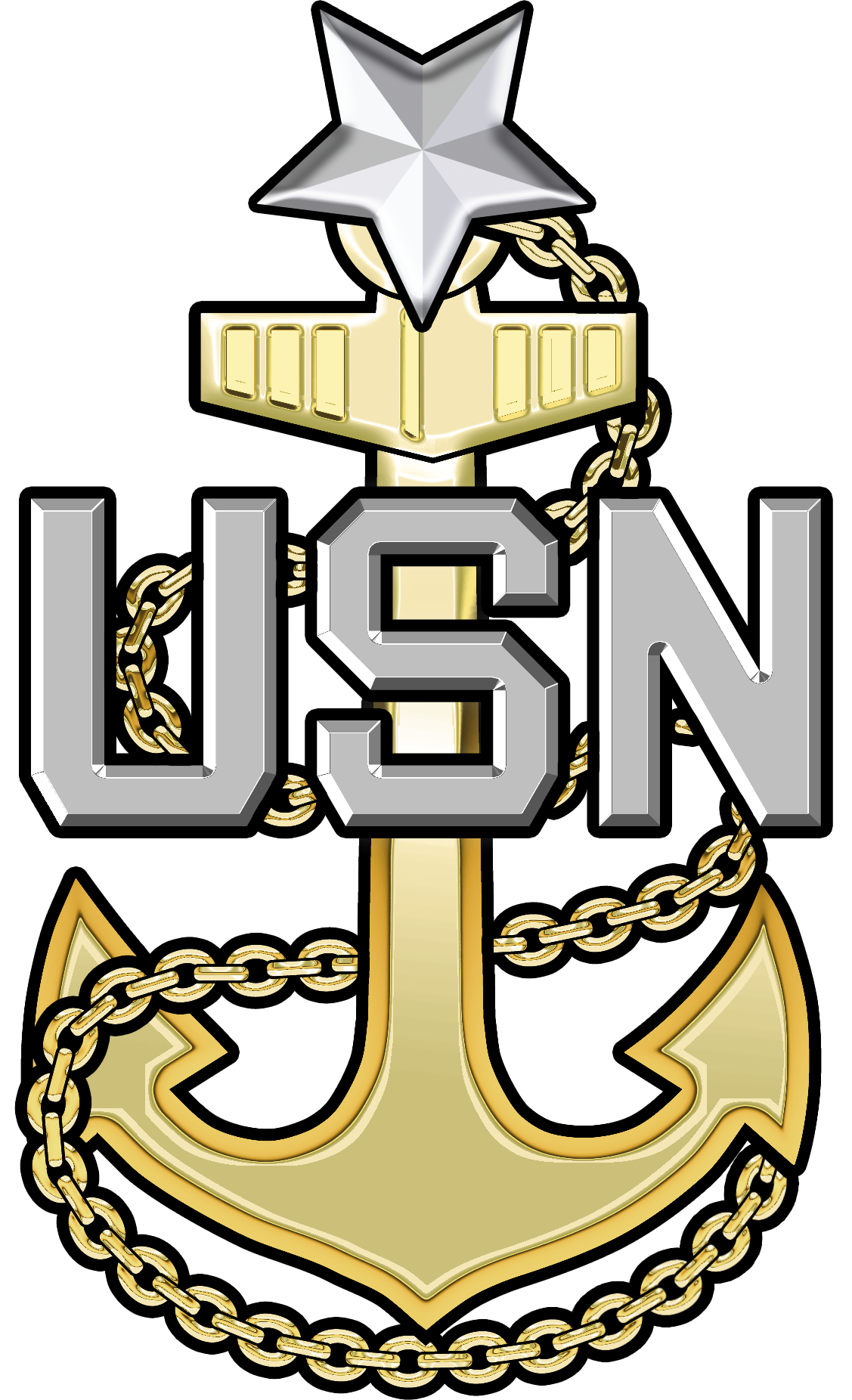
Особый знак различия старшего чиф-петти-офицера ВМС США

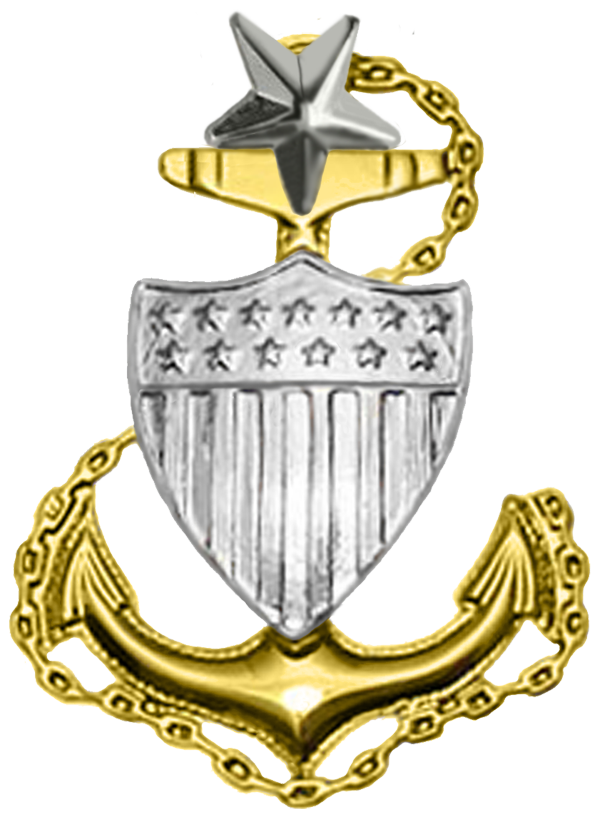
Особый знак различия старшего чиф-петти-офицера Береговой охраны США

Старший чиф-петти-офицер (англ. Senior Chief Petty Officer) (SCPO) — воинское звание петти-офицеров Военно-морских сил США и Береговой охраны США.
В Военно-морских силах США это звание относится к восьмой ступени военной иерархии (E-8) вместе с воинским званием главного старшего чиф-петти-офицера (англ. Command Senior Chief Petty Officer). Располагается ниже звания мастер чиф-петти-офицер и выше звания чиф-петти-офицер.
В Вооружённых силах США звание старшего чиф-петти-офицера соответствует следующим званиям: мастер-сержант — в армии США, старший мастер-сержант — в ВВС США, мастер-сержант — в Корпусе морской пехоты США.

## Знаки различия
Знаком различия для старшего чиф-петти-офицера является нарукавная нашивка с орлом, который размещён выше эмблемы специалиста флота и трёх лент-шевронов, углы верхнего шеврона соединяются лентой-дужкой. Выше орла с раскинутыми крыльями размещена звезда остриём вниз. На тёмно-синей (чёрной) форме орёл, звезда и эмблемы специалиста белые, а шевроны красного цвета. Если старший чиф-петти-офицер служил в военно-морском флоте 12 лет и более и имеет отличное поведение, то на нарукавной нашивке он носит золотые шевроны; последние не используются в Береговой охране.
На другой форме одежды знаком различия старшего чиф-петти-офицера служит специальная эмблема в виде золотистого якоря, переплетается с серебряным надписью «USN», а у Береговой охраны серебряный щит. На горе эмблемы серебряная звезда.

## Ссылка
- Таблицы воинских званий
- Звания воинские
- International Encyclopedia of Uniform Insignia around the World (англ.)
- Navy Enlisted Rank Insignia (англ.)